# Amastris subangulata
Amastris subangulata är en insektsart som beskrevs av Broomfield 1976. Amastris subangulata ingår i släktet Amastris och familjen hornstritar. Inga underarter finns listade i Catalogue of Life.